# Princessa (álbum)
Princessa es el primer álbum de estudio de la cantante española Mónica Capel Cruz como Princessa, fue grabado con tan solo 18 años, y lanzado en 1993 en Alemania y Holanda con sorprendente éxito para ser un álbum íntegro en español, lo que la llevó a reeditarlo en 1994 en España y México con una nueva estética. Se lanzaron tres sencillos, Rojo y llanto en dos ediciones, Ensalza tu amor y Tú estás loco.

## Lista de canciones
1. Ensalza tu amor
2. Rojo y llanto
3. Tú estás loco
4. Mar y sol
5. Si no te decides
6. Que te quiero
7. Baila para mí
8. Estuvo bien
9. Dos almas y un destino
10. Pasión
11. Vende tu alma
12. Demasiado tarde
13. Quiso volar (B-Side From Single)

- Datos: Q6086613